# Batalla de les boques de l'Ebre
|  | No s'ha de confondre amb Batalla de l'Ebre. |

La batalla de les boques de l'Ebre fou una batalla naval que tingué lloc entre la flota cartaginesa i la flota romana a prop de la desembocadura del riu Ebre, la primavera de 217 aC. La flota cartaginesa estava formada aproximadament per 40 quinquerrems sota el comandament d'Himilcó, mentre que la romana tenia unes 55 naus sota el comandament de Gneu Corneli Escipió Calb.
Àsdrubal Barca, el cap militar de les forces cartagineses a Ibèria, havia llançat una campanya per destruir la base romana al nord de l'Ebre, però el seu contingent naval fou completament derrotat gràcies a un atac sorpresa de les naus romanes. Els cartaginesos perderen en aquesta derrota unes 29 naus, a més del control de la zona naval d'Hispània. A més, la reputació dels romans creixé força en la península Ibèrica gràcies a aquesta victòria, provocant la rebel·lió d'algunes de les tribus hispanes que es trobaven sota el control cartaginès.

## Preludi
Un cop va haver derrotat Hannó en la batalla de Cissa l'hivern de 218 aC, Gneu Escipió havia dedicat tot el seu esforç a consolidar el control de les regions al nord de l'Ebre, alhora que realitzava algunes incursions de càstig al sud del riu, territori cartaginès, des de la seva pròpia base a Tarraco (actual Tarragona). Gneu Escipió no havia rebut reforços d'importància des de Roma, mentre que d'altra banda, Àsdrubal Barca, el comandant cartaginès a Hispània, havia incrementat el nombre de lleves ibèriques per incrementar el seu exèrcit.
La flota púnica a Hispània estava formada per 32 quinquerrems i 5 trirrems el 218 aC, any en què Anníbal va deixar Hispània. Durant l'hivern de 218 aC, Àsdrubal havia afegit unes altres 10 quinquerrems a aquestes xifres i havia entrenat noves tripulacions.
La primavera de 217 aC, Àsdrubal preparava una expedició combinada per terra i mar cap al nord de l'Ebre. Ell mateix dirigia l'exèrcit de terra mentre el seu segon, Himilcó, dirigia la flota. L'expedició seguia la línia costanera i totes les nits la flota s'apropava a terra per quedar a resguard de l'exèrcit.
Gneu Escipció, temerós que l'exèrcit cartaginès el superés en nombre, va decidir enfrontar-s'hi en una batalla naval. Encara que només podia comptar amb 35 quinquerrems (ja que 25 de les seves naus havien estat enviades de nou cap a Itàlia després que un atac cartaginès provoqués força baixes entre les seves tripulacions) la ciutat grega i aliada de Massília va aportar 20 naus més per la flota.

## Batalla
Arribada a l'Ebre, la flota cartaginesa va amarrar prop de l'estuari. Els mariners i la tripulació deixaren les naus per aprovisionar-se en terra, ja que no duien entre ells naus de transport o amb subministraments. Malgrat que Àsdrubal havia disposat d'exploradors en terra per detectar les activitats dels romans, Himilcó no havia reservat naus per advertir dels moviments de naus enemigues. D'altra banda, un parell de naus procedents de Massília si que havien localitzat a la flota púnica i sense ser detectades, retornaren per avisar a Gneu Corneli Escipió de la presència cartaginesa. La flota romana havia navegat des de Tarraco i estava tan sols a 10 milles al nord de la posició cartaginesa quan arribaren aquestes notícies. Sense dilació, les naus romanes es llançaren a atacar la flota púnica.
Els exploradors de l'exèrcit d'Àsdrubal detectaren l'aproximació de la flota romana abans inclús que la seva pròpia armada i mitjançant senyals de foc avisaren als tripulants de la flota del perill que s'aproximava. Molts dels tripulants que es trobaven a terra es veieren obligats a tornar a les naus i salparen de manera desordenada i amb tota mena de presses. Hi va haver una total descoordinació i algunes naus fins i tot salparen amb tripulacions massa escasses per enfrontar la batalla.
Addicionalment a l'avantatge de la sorpresa total i de la superioritat numèrica, (55 naus contra 40) una de cada quatre naus cartagineses estava recentment construïda i la seva tripulació era nova, sense experiència en batalla. Els romans formaren en dues línies, amb les 35 naus romanes al front i les 20 naus massilianes en la rereguarda, per contrarestar la suposada superior maniobrabilitat de la flota cartaginesa.
Els romans foren atacant a les naus cartagineses a mesura que aquestes sortien del riu, enfonsant-ne quatre de seguit i capturant-ne dues més. Davant d'això, les tripulacions cartagineses abandonaren qualsevol esperança de victòria i deixant les naus, buscaren la protecció de l'exèrcit de terra. Els romans no desaprofitaren l'ocasió i prengueren les altres 23 naus cartagineses abandonades.

## Conseqüències
A la llarga, la derrota resulta ser decisiva. Àsdrubal es veié obligat a retornar a Cartago Nova davant l'amenaça d'atacs per mar sobre territoris cartaginesos. Amb el seu contingent naval hispà destruït, Àsdrubal estava obligat a sol·licitar reforços a Cartago, o bé a construir noves naus, però no va poder fer cap de les dues coses. La mala actuació de les tropes hispanes durant la batalla va suposar la seva llicència amb deshonor i aquest fet provoca el descontentament i la rebel·lió de la tribu dels turdetans, que obligaria a Cartago a enviar 4.000 homes d'infanteria i 500 de cavalleria per reforçar a Àsdrubal i aquest necessitaria tot l'any 216 aC per sufocar la rebel·lió.
Malgrat que la principal flota cartaginesa capturaria més tard una flota de subministraments dirigida a Hispània el 217 aC des de Cosa, Itàlia, Publi Corneli Escipió, germà de Gneu, desembarcaria amb 8.000 soldats a finals d'any amb l'ordre del Senat romà d'evitar que a Anníbal li arribés qualsevol tipus d'ajuda des d'Hispània. Aquests serien els darrers reforços que Roma enviaria a Hispània fins al 211 aC i amb ells, els germans Escipió assolarien la Hispània cartaginesa fins a trobar-se de nou amb Àsdrubal en la batalla d'Ibera en 215 aC.
Gneu Escipió s'assegurà que els subministraments romans per mar no poguessin ser interceptats per la flota cartaginesa d'Hispània, mentre que la flota romana podia atacar els dominis cartaginesos sense cap mena de problemes. L'única gran expedició naval contra els romans des d'Hispània no arribaria ja fins al 204 aC, quan Magó Barca salparia amb la seva flota contra Itàlia.